# Parque El Ejido
Parque El Ejido är en park i Ecuador.   Den ligger i provinsen Pichincha, i den centrala delen av landet, i huvudstaden Quito. Parque El Ejido ligger 2 801 meter över havet.
Terrängen runt Parque El Ejido är kuperad åt sydost, men åt nordväst är den bergig. Runt Parque El Ejido är det tätbefolkat, med 591 invånare per kvadratkilometer. Närmaste större samhälle är Quito, 3,7 km sydväst om Parque El Ejido. Runt Parque El Ejido är det i huvudsak tätbebyggt.